# 巴西獸屬
巴西獸屬（學名：Brasilitherium）是已滅絕合弓綱的一屬，屬於獸孔目犬齒獸亞目的巴西齒獸科。
巴西獸的化石發現於巴西南里奧格蘭德州的Paleorrota地質公園，屬於Caturrita組地層，地質年代為三疊紀晚期的卡尼階/諾利階。模式種是里奧格蘭德巴西獸（B. riograndensis），是在2003年由何塞·波拿巴等人所敘述、命名。屬名意為「巴西的野獸」。巴西獸是種小型動物，頭顱骨長2.4公分。

## 外部連結
- （葡萄牙文）Dinossauros do Rio grande do Sul.
- （葡萄牙文）Sociedade Brasileira de Paleontologia.